# ラムジュン郡

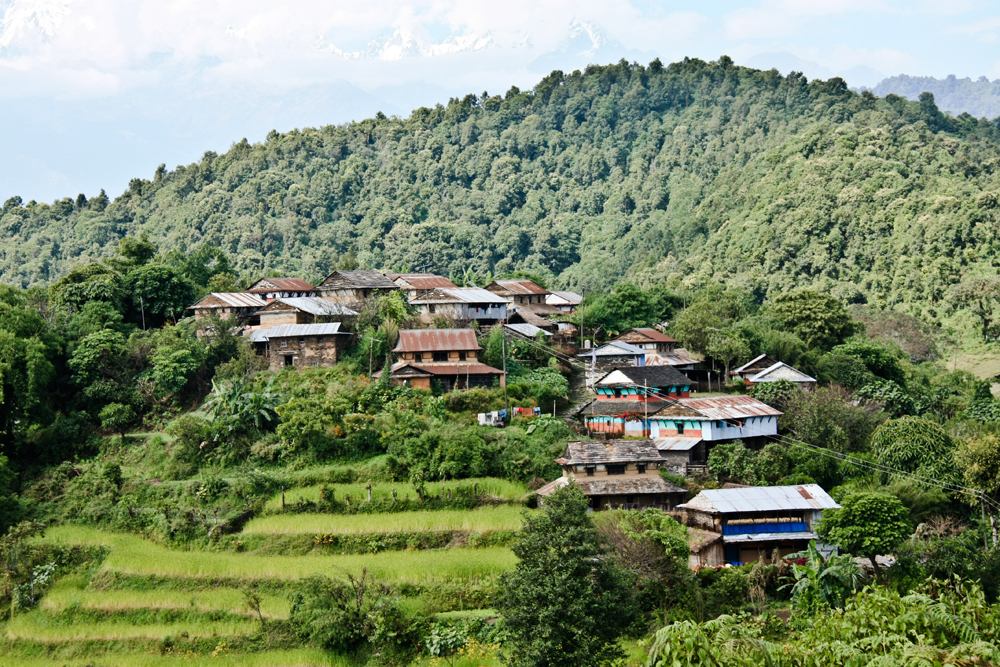
ヒレタクサルの村

ラムジュン郡（ラムジュンぐん、ネパール語：लमजुङ जिल्ला）は、ネパール中部のガンダキ州の郡。郡都はベシサハル。2021年国勢調査の人口は15万3480人。面積は1692 km²。 かつては二四諸国のラムジュン王国が栄え、後にはカスキ郡とともにラナ家の直轄地であった。